# Zdeněk Cendra
Zdeněk Cendra (* 22. února 1986 Liberec) je český podnikatel v oblasti informačních technologií a nemovitostí. Dle žebříčku Forbes z roku 2022 je 15. nejbohatším Čechem s majetkem v hodnotě 15,9 miliard Kč.

## Kariéra
Zdeněk Cendra začal programovat a podnikat v patnácti letech. Začátky jeho kariéry jsou spojeny s internetovými časopisy SpeedExpress (1999–2000) a NetDay.cz (2000–2001). V letech 2000–2003 spolupracoval s Markem Blahušem na projektu katalogu WAP – stránek Český WAP. Založil také systém výměnné textové reklamy Textlink.cz (2000–2006) a službu zasílající zpravodajské SMS – zprávy SuperSMS.cz (2001–2002). Žádný z těchto projektů však již dnes neprovozuje.
V roce 2002 začal Zdeněk Cendra budovat dodnes fungující webhostingovou službu SH.cz (dříve SuperHosting.cz) zajišťující pronájem a housing serverů. Mezi klienty SH.cz patří např. Heureka.cz, Skrz.cz, Zoot či Twisto.
V roce 2013 spoluzaložil firmu Peering.cz, která funguje jako internetový uzel sloužící poskytovatelům internetového připojení, telekomunikačním společnostem a obsahovým sítím.
V roce 2012 založil službu CDN77 celosvětově poskytující síťové technologie pro doručování obsahu (CDN). CDN77 je aktuálně s obratem 2,2 miliardy Kč ročně (2021) Cendrovou největší firmou. V roce 2022 utržila společnost 2,4 miliardy korun s čistým ziskem 1,1 miliardy korun, což Cendru posunulo na místo 25. nejbohatšího Čecha.
Cendra začal vydělané peníze postupně investovat do nemovitostí. V roce 2020 v rozhovoru pro Hospodářské noviny uvedl, že hodlá koupit každý rok tři až čtyři domy. Kolem Cendrových nemovitostí se však objevily kontroverze týkající se šikany nájemníků a obyvatel domů ze strany majitele, o čemž na konci roku 2024 informovala Česká televize ve dvou reportážích pořadu Černé ovce. V domě, který zakoupila Cendrova společnost Overkill Canal v Praze v Mánesově ulici, byly na žádost majitele v lednu vyndávána okna a dveře na chodbě, posléze přestaly fungovat zvonky a byly odmontovány poštovní schránky. Ve druhé reportáži popisovali družstevníci z domu v Dittrichově ulici, který koupila Cendrova společnost Overkill Prison, že servisní firma vypnula na žádost majitele výtah. Dále v červnu 2025 informoval investigativní pořadu Ve Stínu o sporu Cendrovy firmy Overkill Makropulos s rodinou Janderových, spoluvlastníky pražské vily v ulici Bratří Čapků na Vinohradech. Ve složitém sporu figurovala exekuce, obvinění ze šikany i snaha vyšroubovat cenu.

## Osobní život
Zdeněk Cendra je ženatý, žije a pracuje v Praze.

## Dobročinnost
V roce 2022 vydražil na podporu Ukrajiny za 1,5 milionu korun hodinky z dílny Olgoj Chorchoj.